# Barovița
Barovița (în greacă Καστανερή, Kastaneri) este un sat în regiunea Macedonia Centrală din Grecia. 
Se află la 10 km nord-vest de Goumenissa, la 24 km vest de Polykastro și la 50 km vest de Kilkis, pe versanții muntelui Paic . Este un sat pitoresc montan renumit pentru castanele sale și priveliștea magnifică a întregii regiuni Amphaxitis și a câmpiei din Salonic . Satul este construit la o altitudine de aproximativ 750-800 de metri. Locuitorii săi sunt macedoneni locali, cu o acțiune culturală intensă prin clubul cultural "PAIKO". Satul întreține relații tradiționale cu satele vecine Pella: Oșani, Birislav, Nânta și Lagkadia. 
Barovița  a fost un sat meglenoromân care mai târziu a devenit slavofon .  În timpul Revoluției macedonene din 1878, locuitorii au participat în mod activ, iar câțiva și-au luat brațele și s-au mobilizat.  Atunci când lingvistul german Gustav Weigand a vizitat zona în 1889  a întâlnit un sat cu 130 de case, 1000 de locuitori, aproape bulgarizați,  iar când a vizitat în 1909 Barovița, Theodor Capidan a întâlnit numai adulți vorbitori de limba meglenoromână . 

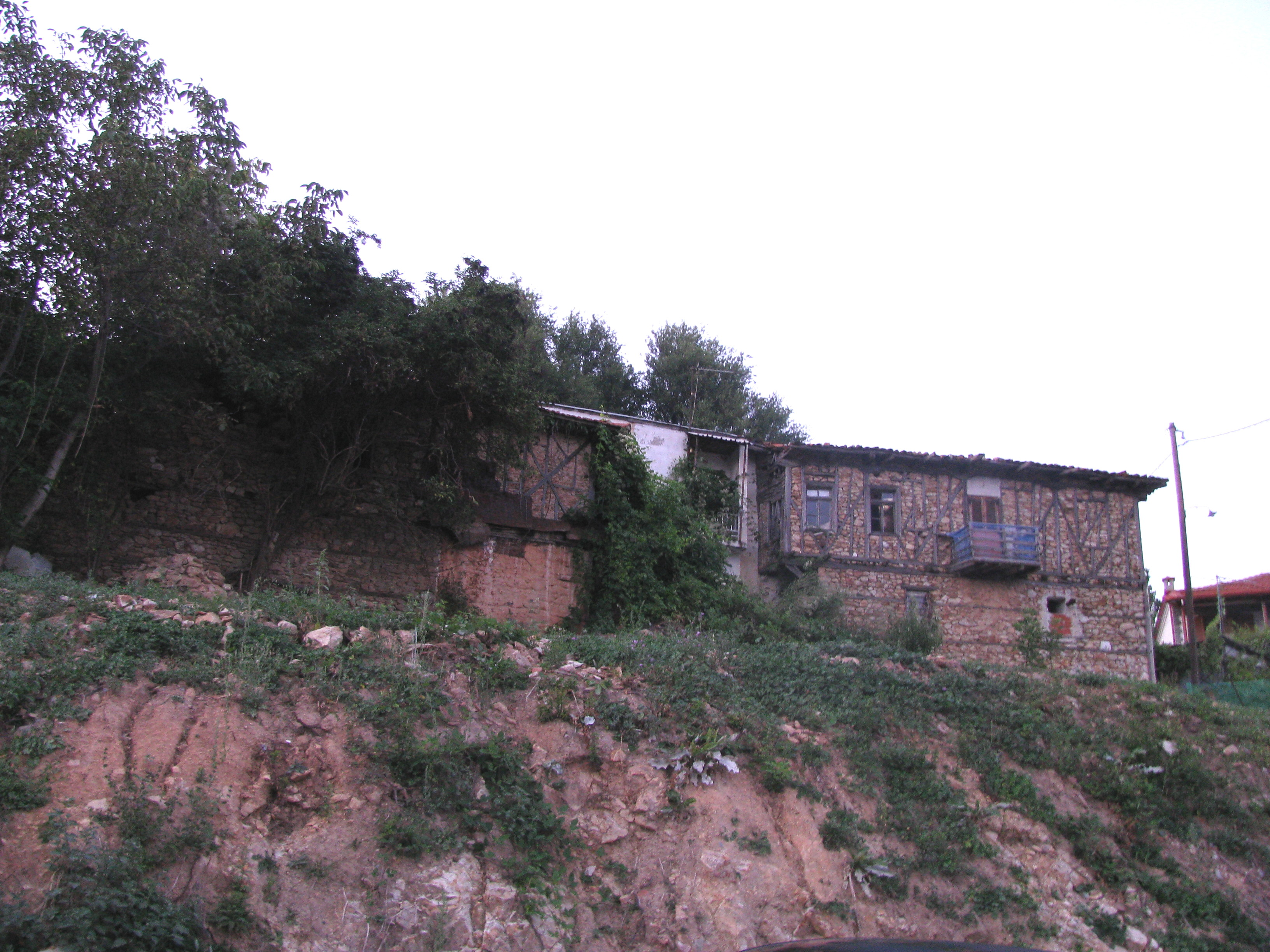
Case vechi din sat

Locuitorii satului și în special familia Dogiamas au jucat un rol major în lupta macedoneană care lupta cu bulgarii din orașul Goumenitsa (Goumenissa), care a acționat apoi în zonă. Ca semn de recunoștință, locuitorii din Goumenissa au dat numele lui George (Gouni) Doyama la vechea tabără din Goumenissa. Locuitorii părăsesc satul în timpul iernii și doar câțiva rămân, în timp ce în vară servește ca o stațiune.  